# Harry James
Harry James (15. marts 1916 – 5. juli 1983) var en amerikansk orkesterleder og trompetist.
Han blev født i Albany, Georgia og som 10-årig begyndte han at tage lektioner i trompet.
I 1931 slog familien sig ned i Beaumont, Texas og den unge Harry begyndte at spille sammen med de lokale danseorkestre.
1935-1937 fik James engagement hos Ben Pollack og fra 1937-1938 spillede han i Benny Goodmans orkester.
Herefter optrådte han resten af livet med sit eget orkester. Indenfor det første år blev Frank Sinatra knyttet til bandet som sanger.
I 1943 giftede Harry James sig med skuespillerinden Betty Grable.